# Lewis T. Preston
Pour les articles homonymes, voir Preston.
Lewis Thompson Preston est un banquier américain, né le 5 août 1926 à New York et mort le 4 mai 1995. En 1991, il est choisi en tant que huitième président du groupe de la Banque mondiale, et le reste jusqu'en 1995. Bien que peu familier avec le milieu de la banque en tant qu'établissement de développement, il a rapidement développé un enthousiasme qui inspire le reste du personnel.

## Biographie
Il sert dans le Pacifique en tant que soldat de marine des États-Unis pendant la Seconde Guerre mondiale. Il reçoit un diplôme de Harvard en 1951, et est le capitaine de l'équipe olympique de hockey en 1948.
De nombreux évènements surviennent lors du mandat de Lewis T. Preston : l'admission des républiques de l'ancienne Union soviétique, le déclenchement des programmes de prêt en Afrique du Sud récemment démocratique, la reprise des opérations de prêt au Viêt Nam, l'afflux du capital de secteur privé dans les pays en voie de développement, les critiques des organisations non gouvernementales, le rapport de Wapenhans sur la gestion de portefeuille, le rapport de la Commission de Morse (en) sur Sardar Sarovar, le projet complexe principal de réadaptation, l'innovation d'affaires et le Comité (POLARISÉ) de simplification, et l'établissement du panneau d'inspection.
James Wolfensohn lui succède.